# Jang Song-taek
Pour les articles homonymes, voir Jang.
Jang Song-taek (ou Jang Song-thaek, Chang Sung-taek), né le 2 février 1946 et mort exécuté le 12 décembre 2013, est un homme politique nord-coréen, beau-frère de Kim Jong-il et oncle par alliance de Kim Jong-un.

## Biographie
Diplômé de l'université Kim Il-sung de Pyongyang, Jang Song-taek part étudier à Moscou entre 1969 et 1972. À son retour, il épouse Kim Kyong-hui la sœur cadette de Kim Jong-il. Ce spécialiste de l'économie intègre le Parti des travailleurs de Corée alors dirigé par Kim Il-sung. Les relations avec son beau-frère se dégradent et Jang Song-taek est poussé à « un exil temporaire » en 2003 ou 2004, avant de revenir sur le devant de la scène politique nord-coréenne en 2006. Il n'entretiendrait pas de relations particulières avec l'armée populaire de Corée selon les uns mais est considéré par certains comme « le garant de l’adhésion de l’armée derrière le nouveau leader, Kim Jong-un », car il est « issu des rangs de l’armée et général quatre étoiles depuis des années ».

### Succession potentielle
Après avoir connu deux périodes de disgrâce, tout d'abord en 1978 où il est victime d'une purge politique, puis, après un retour en grâce, de nouveau en 2003 où il est placé avec sa femme en résidence surveillée pour avoir soutenu trop ouvertement la candidature de Kim Jong-nam à la succession, le fils aîné de Kim Jong-il, il revient progressivement sur la scène du pouvoir.
En avril 2009, Jang Song-taek est nommé au Comité de la défense nationale, certains observateurs occidentaux le considérant comme le numéro 2 de facto en république populaire démocratique de Corée. Il peut ainsi intervenir dans les décisions politiques du pays (le numéro deux officiel du régime est Kim Yong-nam président du présidium de l'Assemblée populaire suprême mais ce dernier n’a pas de pouvoir réel).
À la suite d'une attaque cérébrale à l'été 2008, Kim Jong-il a mis en place un processus de succession à la tête du pays. Longtemps donné favori pour exercer ce poste, Kim Jong-nam est tombé en disgrâce en tentant de se rendre à Disneyland Tokyo muni d'un faux passeport dominicain. Kim Jong-chol n'aurait pas la carrure nécessaire. Certains analystes considéraient donc Jang Song-taek comme le favori pour prendre la succession de son beau-frère, alors que pour l'observateur Jack Kim, la solution la plus probable était qu'il devienne le mentor de l'un des trois fils de Kim Jong-il. Celui-ci choisit finalement son troisième fils, Kim Jong-un. Jang Song-taek, de par ses fonctions et son statut, assurerait un rôle de mentor auprès de son neveu.
Il dirige la Commission de la défense nationale en tant que Premier vice-président de cette commission, entre la mort de Kim Jong-il, le 17 décembre 2011 et l'élection de Kim Jong-un, le 13 avril de l'année suivante.

### Sous Kim Jong-un
En janvier 2013, le journal Kyunhyang Shinum fait part de sa nomination en 2012 comme président du bureau politique du Parti des travailleurs de Corée, en remplacement du général Ri Yong-ho, précédent chef de l'Armée populaire de Corée, et déchu de l'ensemble de ses fonctions politiques et militaires en juillet 2012.
Lors d'une réunion convoquée en urgence avec le comité parlementaire, les services de renseignements sud-coréens ont indiqué que Jang Song-taek « avait été récemment écarté de son poste et deux de ses proches, Ri Yong-ha et Jang Soo-kil, exécutés en public à la mi-novembre » (2013), a précisé à la presse le député Jung Cheong-Rae. « Tous les membres de l'armée ont été informés de ces exécutions. Depuis, Jang Song-Thaek a disparu », a-t-il ajouté. Selon plusieurs analystes, cette destitution brutale augure de nombreuses purges. Le 13 décembre 2013, son exécution est annoncée par l'agence de presse officielle nord-coréenne KCNA, qui le qualifie de « traître », et l'accuse d'« avoir tenté de renverser l'État ».
Cette thèse est contestée par le chercheur Olivier Guillard ainsi que par les services de renseignements sud-coréens : d'après le député sud-coréen Jung Chung-rae rapportant les paroles du chef des renseignements, « Jang intervenait trop dans les activités liées au charbon, ce qui suscitait de plus en plus de plaintes de la part d'autres entités étatiques. Des proches de Jang n'ont pas immédiatement obéi aux ordres du dirigeant et une purge s'en est suivie ». En effet, les exportations de matière première vers la Chine (principalement du charbon et du minerai de fer) constituent la principale activité économique de la Corée du Nord.
Sa disgrâce et son exécution s'expliquent également par des motifs plus personnels. Jang Song-taek, gendre de Kim Il-sung, beau-frère de Kim Jong-Il et oncle de Kim Jong-un, avait rejoint le cercle familial en se mariant à Kim Kyong-hui, la tante de l'actuel leader, sans jamais pourtant gagner la confiance du clan. Avec son épouse, ils étaient chargés de chapeauter la transition politique entre le règne de Kim Jong-il et celui de Kim Jong-un et de fait avaient été nommés généraux quatre étoiles. Mari volage et ambitieux, Jang Song-taek était à la tête d'une faction puissante au sein du pouvoir politique nord-coréen. Kim Kyong-hui, atteinte d'une maladie des reins, apparaît aujourd'hui aux yeux des analystes politiques entre la vie et la mort. Sa disparition prochaine aurait donc précipité la mise à l'écart par Kim Jong-un de Jang Song-taek afin de consolider son pouvoir et de ne plus tolérer d'opposition au sein des hiérarques du régime.
Selon le président des États-Unis, Donald Trump, son corps décapité a été exposé sur les marches d’un bâtiment officiel, sa tête étant posée sur sa poitrine.